# 紅紋刺鰍
紅紋刺鰍为輻鰭魚綱合鰓目刺鳅科的其中一種。

## 分布
本魚分布於亞洲泰國、越南、寮國、柬埔寨、印尼及馬來西亞的溪流。

## 特徵
本魚體修長，魚體呈深黑褐色，其上橫越著許多斷斷續續的火紅色線條。尾鰭邊緣也是紅色，而紅色的臉部條紋略帶黃色，體長可達100公分。

## 生態
本魚棲息於流動緩慢的河川底部，或氾濫的田野中。屬肉食性，通常於夜間活動，具侵略性，以底棲昆蟲、蠕蟲、小魚等為食。

## 經濟利用
為觀賞性魚類，因過於捕捉，在野外已較為少見。